# الديبل

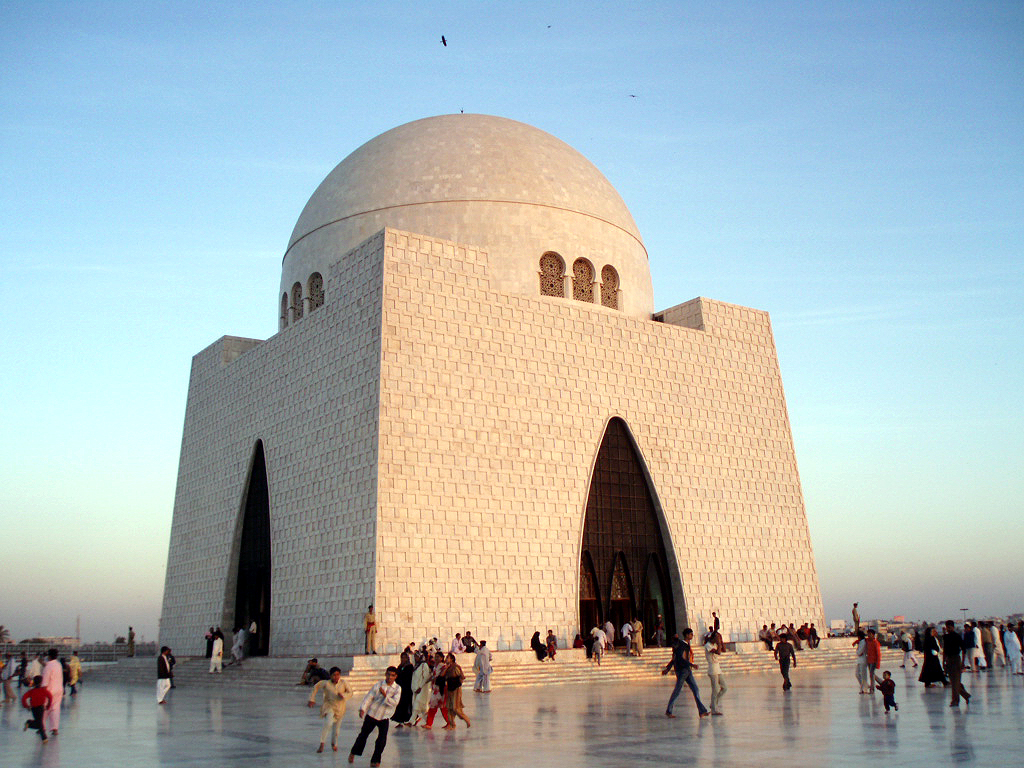
ضريح محمد علي جناح

الديبل (بالأردية:ديبل) مدينة عريقة في السند جنوبي باكستان. ومنها دخل الإسلام إلى جنوب آسيا ، وتعرف حاليا بمدينة كراتشي.
| الديبل | ومدينة الديبل كثيرة الناس جدبة الأرض قليلة الخصب ليس بها شجر ولا نخل وجبالها جرد وسهولها قشفة عديمة النبات وأكثر بنيانهم بالطين والخشب وإنما سكنها أهلوها بحسب أنها فرضة لبلاد السند وغيرها وتجارات أهلها من وجوه شتى وأسباب متفرقة يتصرفون فيها. وأيضًا أن مراكب العمانيين تقصدها بأمتعتها وبضائعها وقد ترد عليها مراكب الصين والهند بالثياب والأمتاع الصينية والأفاويه العطرية الهندية فيشترون من ذلك جزافًا لأنهم أهل يسار وأموالهم كثيرة ويمسكونا حتى إذا سارت المراكب عنهم وخلت السلع أخرجوا أمتعتهم وباعوا وسافروا إلى البلاد وقارضوا وتصرفوا في أموالهم كيف شاءوا. | الديبل |

ويقول عن الموقع المدينة بأن بين الديبل وموقع مهران الأعظم ستة أميال في جهة المغرب منها. ويذكر كتاب تاريخ الخلفاء (للسيوطي) أن المسلمين سيطروا عليها في زمن الوليد بن عبد الملك سنة 93 هجرية وأن زلزالا حدث في المنطقة سنة 280 هجرية في زمن المعتضد بالله.